# ФК Динамо (Минск)
Вижте пояснителната страница за други значения на Динамо.
ФК Динамо e футболен отбор от Беларуската висша лига, основан в Минск през 1927 г. Домакинските си срещи играе на стадион „Динамо“, който е с капацитет 22 000 места.
Настоящият президент на клуба е Андрей Толмач, старши треньор е Леонид Кучук. През сезон 2019 завършва на 4-то място в първенството.
В европейските футболни турнири най-доброто постижение на отбора е достигането до четвъртфинал за Купата на европейските шампиони през сезон 1983 – 1984, където отпада от „Динамо“ Букурещ.

## Успехи
- Шампион на СССР (1): 1982
- Шампион на Беларус (9): 1992, 1993, 1994, 1995, 1996, 1997, 2004, 2023, 2024
- Носител на Купата на Беларус (3): 1992, 1994, 2003
- Носител на Суперкупата на Беларус (1): 2025

## Български футболисти
- Петър Златинов: 2003/05 - (50 мача - 19 гола)
- Георги Цингов: 2004
- Георги Какалов: 2008 - (10 мача - 0 гола)
- Янко Вълканов: 2010 - (11 мача - 0 гола)
- Виктор Генев: 2016 - (2 мача - 0 гола)
- Крум Стоянов: 2018 - (0 мача - 0 гола)